# Joachim Mrugowski
Joachim Mrugoswski (Rathenow, 15 agosto 1905 – Landsberg am Lech, 2 giugno 1948) è stato un medico tedesco capo dell'Ufficio di Igiene del Servizio Medico delle SS e delle Waffen SS.

## Biografia
Il padre era un medico generico morto combattendo nella prima guerra mondiale quando Mrugoswski era ancora un bambino. Nel 1925 si applicò agli studi di scienze naturali e medicina nell'università  "Martin Lutero"  di Halle conseguendo la laurea in entrambe le discipline nel 1930 e 1931.
Nel 1930 aveva aderito all'ideologia nazionalsocialista e era divenuto il capo di un gruppo dell'Associazione degli studenti tedeschi nazisti. Dopo la sua iscrizione al NSDAP (n° di tessera 210049), divenne membro delle SS in cui raggiunse il grado di colonnello
Dopo due anni di tirocinio nel 1933 divenne assistente presso l'Istituto di Igiene dell'università di Halle. Nel 1937 Heinrich Himmler gli diede un incarico all'Istituto d'igiene delle SS a Berlino con il grado di Sturmbannführer.
Nel 1938 entrò a far parte dell'Ufficio Medico delle SS e nel 1939 per contrastare le malattie epidemiche nelle guarnigioni delle SS, istituì a Berlino la Stazione di igiene e osservazione batteriologica che nel 1940 divenne l'Istituto di Igiene delle Waffen SS di cui Mrugowsky fu nominato capo. Sotto la guida di Karl Genzken fu messo a capo anche dell'Ufficio di Igiene del Servizio Medico delle SS.
Partecipò alla guerra per la conquista delle terre orientali nel 1940 come ufficiale medico nella seconda Divisione SS Das Reich delle Waffen SS. Fu nominato nel settembre del 1944 professore associato per l'Igiene nell'università di Berlino.
Fatto prigioniero dagli alleati nel 1945 fu sottoposto al "processo ai dottori": dichiarato colpevole di crimini di guerra e contro l'umanità venne condannato a morte e impiccato nel carcere di Landsberg il 2 giugno 1948.

## Le sperimentazioni mediche
Come esperto di igiene e malattie epidemiche il 29 dicembre 1941  fece parte della riunione preparatoria per la sperimentazione nei campi di concentramento dei vaccini contro il tifo petecchiale che causarono la morte a Buchenwald di 151 deportati.
Mrugowsky partecipò direttamente a delle sperimentazioni, iniziate l'11 settembre 1944 dirette a studiare le conseguenze delle ferite tramite proiettili calibro 7,65 avvelenati con l'aconitina. Furono usati come cavie cinque prigionieri di guerra sovietici destinati alla fucilazione: sparati ad una gamba, di questi due l'ebbero trapassata, e quindi furono esclusi dalla sperimentazione, i rimanenti tre morirono dopo 121, 123 e 129 minuti dal momento del colpo di pistola.
«Der Tod trat 121, 123 und 129 Minuten nach Erhalt des Schusses ein.»
Mrugowsky fornì le colture virali necessarie per le sperimentazioni sull'efficacia dei sulfamidici per curare le ferite appositamente causate alle prigioniere dei campi di concentramento e fu lui a proporre di inserirvi schegge di legno e pezzi di vetro per simulare ferite avvenute in battaglia. Organizzò a Buchenwald gli esperimenti sull'uso del fenolo come disinfettante e nell'ambito del programma "Aktion 14f13" mise in atto l'eliminazione dei deportati disabili del campo.